# 沙也加 (プロレスラー)
沙也加（さやか、1991年11月8日 - ）は、日本の女子プロレスラー。

## 経歴
2019年
- 7月2日、新宿FACEにて開催された我闘雲舞の大会「Last song for you」にて我闘雲舞の練習生となることを発表[1]。
- 7月6日、市ヶ谷チョコレート広場で行われたエキシビションマッチに出場。相手は駿河メイ[2]。
- 8月28日、新木場1stRINGでのさくらえみ、水森由菜、駿河メイとの6人タッグマッチでデビュー。パートナーは帯広さやか、紺乃美鶴[3][4]。

2020年
- 3月28日、Chocopro #1にて紺乃美鶴、ルルペンシル組と対戦（パートナーは水森由菜）。セコンドをつとめたメインイベントでは、鈴木みのるにドロップキックを見舞う[5]。

2021年
- 10月24日、初の他団体出場となる「ガンバレ☆女子プロレス～愛しさと心の壁2021～」に出場。我闘雲舞提供試合として水森由菜と対戦[6][7]。
- 2022年3月11日、品川インターシティホールで開催されたスターダムの新設した若手大会、『NEW BLOOD 1』に参戦。スターダム・STARS代表として参加した向後桃に敗北[8]。

## 人物
- さくらえみの主催する「誰でも女子プロレス」の練習に参加していた中の一人であり、里歩の我闘雲舞卒業に伴う新人選手募集に名乗りを上げて練習生となる。
- プロレス活動以前よりコスプレイヤーとしても活動していて、ニックネームの由来ともなっている。コスチュームを自作するため裁縫も得意である。
- 鈴木みのるが経営するアパレルショップ「パイルドライバー原宿」の店員も務める。
- 選手カラーは白。

## テーマ曲
- 召喚女神沙也加

## 得意技
ドロップキック
エルボー・バット
ロールケーキ
背後から相手の腰に手を回して、同時に後転してフォールに持ち込む丸め込み技